# Port St. Lucie Open
Il Port St. Lucie Open è stato un torneo femminile di tennis che si disputava a Port St. Lucie negli USA su campi in cemento e sintetico indoor.

## Albo d'oro

### Singolare
| Anno | Campionessa        | Finalista       | Punteggio     |
| ---- | ------------------ | --------------- | ------------- |
| 1983 | Kathleen Horvath   | Carling Bassett | 4-6, 6-2, 7-6 |
| 1984 | Catarina Lindqvist | Terry Holladay  | 6-3, 6-1      |

### Doppio
| Anno | Campionesse                     | Finalista                             | Punteggio     |
| ---- | ------------------------------- | ------------------------------------- | ------------- |
| 1983 | Rosalyn Fairbank Candy Reynolds | Lea Antonoplis Barbara Jordan         | 5-7, 7-5, 6-3 |
| 1984 | Betsy Nagelsen Paula Smith      | Christiane Jolissaint Marcella Mesker | 6-3, 6-4      |